# Dagmara Nocuń
Dagmara Nocuń (ur. 2 stycznia 1996 w Kolnie) – polska piłkarka ręczna, lewoskrzydłowa, zawodniczka niemieckiego klubu TuS Metzingen.

## Kariera sportowa
Wychowanka Dwójki Łomża, następnie zawodniczka SMS-u Gliwice i SMS-u Płock. W 2014 trafiła do MKS-u Lublin, z którym w sezonie 2014/2015 zdobyła mistrzostwo Polski. W sezonie 2015/2016, wobec dużej konkurencji w zespole z Lublina, przebywała na wypożyczeniu w Olimpii-Beskid Nowy Sącz, w barwach której rozegrała w Superlidze 28 meczów i zdobyła 122 gole. W 2016 powróciła do MKS-u Lublin i w sezonie 2016/2017 wystąpiła w 31 meczach najwyższej klasy rozgrywkowej, rzucając 104 bramki.
W 2013 uczestniczyła w mistrzostwach Europy U-17 w Polsce, w których zdobyła 23 bramki. W 2014 wystąpiła w otwartych mistrzostwach Europy U-18 w Szwecji.
W reprezentacji Polski seniorek zadebiutowała 17 marca 2017 w towarzyskim meczu z Białorusią (23:24), w którym zdobyła trzy bramki. W 2020 wystąpiła na mistrzostwach Europy, w 2021 na mistrzostwach świata, w 2022 na mistrzostwach Europy.

## Sukcesy
MKS Lublin
- Mistrzostwo Polski: 2014/2015, 2017/2018
- Puchar Polski: 2017/2018
- Challenge Cup: 2017/2018